# Hubei
Ne doit pas être confondu avec Hebei.
Le Hubei (chinois : 湖北省 ; pinyin : Húběi shěng ; litt. « province du nord du lac ») est une province du centre-est de la Chine. D'une superficie de 185 900 km2 elle est peuplée de 57,8 millions de personnes. La capitale de la province est Wuhan, métropole de 9 millions d'habitants.

## Appellations
La province tire son nom du fait qu'elle est située au nord du lac Dongting (洞庭湖, dòngtínghú). On la surnomme également la « Province aux Mille Lacs », sachant le grand nombre de ceux-ci.

## Histoire

### Néolithique
L'ouest de la région d'Hubei conserve des vestiges qui se rattachent à la culture de Daxi (5000–3300 av. J.-C.). Peuplée de manière peu dense à l'époque de la culture d'Erlitou (premier âge du bronze 1900-1500 av. J.C.), le Hubei conserve sur le site de Panlongcheng la trace d'une occupation importante liée à la culture d'Erligang (vers 1510 – vers 1460 BC). Cette dernière, qui est considérée par certains historiens comme une des premières civilisations chinoises, était centrée sur le Fleuve Jaune mais avait étendu son influence jusqu'au jusqu'au cours moyen du Yangzi Jiang.  

### Iermillénaireav. J.-C.
Le Hubei fait par la suite partie de l'état de l'E (1200-863 av. J.-C.) vassal de l'État Shang. Durant la Période des Printemps et Automnes (770–476 av. J.C.) le Hubei est au cœur de l'état de Chu qui s'étend aux provinces modernes de Hunan, Chongqing, Henan ainsi qu'à une partie du Jiangsu et dont la capitale est Yingdu (actuelle Jingzhou, dans la province de Hubei). Cet état puissant, vassal théorique de la dynastie Zhou, domine la majeure partie des régions autour du cours moyen et inférieur du Yangzi Jiang et étend son emprise jusqu'à la grande plaine de Chine du Nord. Pendant la Période des Royaumes combattants (475–221 BC) l'état de Chu doit faire face à l'expansion de l'État de Qin implanté initialement dans le nord-ouest. En 278 av J.C. Qin parvient à s'emparer du Hubei. Le premier état chinois est fondé par la Dynastie Qin en 221 av. J.-C. La dynastie Qin est remplacée par la dynastie Han (206 av. J.-C. à 220 apr. J.-C.) qui crée la province de Jingzhou rassemblant le Hubei et le Hunan moderne. Les gouvernants de ces deux dynasties jouent un rôle actif dans la colonisation agricole de la région en maintenant un système de digues pour préserver les terres agricoles des crues estivales.

### Premier millénaire

La période des trois royaumes.

Le pouvoir de la dynastie Han s'affaiblit progressivement au IIe siècle après J.-C. du fait des intrigues de la cour et de l'autonomie croissante des dirigeants locaux. La rébellion des Turbans jaunes entraine indirectement la chute de la dynastie Han et l'éclatement de l'empire dont le territoire est divisé entre plusieurs seigneurs de guerre. La Chine entre dans la période des trois royaumes qui voient les différents seigneurs de guerre s'affronter pour accroitre leur territoire. Le Jingzhou tombe sous la coupe de l'ancien ministre des Han Liu Biao. Après la mort de celui-ci ses héritiers cèdent la province au seigneur de guerre Cao Cao, qui a réussi à s'emparer de pratiquement toute la Chine du nord, mais ce dernier est vaincu par les seigneurs de guerre Liu Bei et Sun Quan lors de la célèbre bataille de la Falaise rouge (208 après J.C.) qui se déroule à quelques dizaines de kilomètres à l'est de Wuhan. Liu Bei prend le contrôle du Jinghzou puis le perd au profit de Sun Quan. Au cours des décennies suivantes, le Jinghzou est contrôlé par le royaume de Wu dirigé par Sun Quan et ses successeurs.
Au début du quatrième siècle l'invasion de la Chine du nord par des tribus nomades, qui vont progressivement adopter les coutumes des Chinois Han, entraîne une division de l'ancien empire entre Chine du nord et Chine du sud qui va durer trois siècles. Le territoire de Hubei fait partie de la Chine du sud jusqu'à la réunification de la Chine par la dynastie Sui en 589. La dynastie Tang remplace cette dernière en 617. Le territoire de Hubei est divisé à cette époque entre plusieurs circuits (une division administrative) : le circuit de Jiangnanxi au sud, le circuit de Shannandong à l'ouest et le circuit de Huainan à l'est. La dynastie Tang s'éteint en 907 et l'empire chinois se fragmente et entre dans la période des Cinq Dynasties et des Dix Royaumes. Le Hubei passe sous le contrôle de plusieurs des royaumes issus de cet éclatement : le Jingnan au centre, le Yang Wu puis le Tang du Sud à l'est et les cinq dynasties au nord. En 982 la dynastie des Song parvient à réunifier l'empire chinois et place la plus grande partie du Hubei moderne dans le circuit de Jinghubei version longue du nom actuel de la province.

### Invasion mongole et avènement de la dynastie Qing
Les mongols, qui se sont emparés de la Chine du nord en 1234, font tomber en 1276 la Chine du sud qui était toujours dirigée par la dynastie Song. Les mongols reconstituent l'empire chinois qui est désormais dirigé par la dynastie Yuan. Le nouveau pouvoir crée la province du Huguang qui couvre le Hubei, le Hunan et une partie du Guangdong et du Guangxi. En 1331 le Hubei est dévasté par la peste noire qui ravagera l'Europe quelques années plus tard. Les Mongols sont chassés du pouvoir par les Chinois en 1368, suite àa la Révolte des Turbans rouges et remplacé par la dynastie Ming. Celle-ci modifie les frontières du Huguang qui ne couvre plus que les provinces modernes du Hubei et du Hunan. Au cours des dernières années de la dynastie Ming, le Hubei est dévasté par les armées rebelles de Zhang Xianzhong et Li Zicheng. La dynastie Qing d'origine mandchoue chasse complètement la dynastie Ming en parachevant sa conquête de la Chine en 1683. Cette dynastie va régner sur le pays, dont le Hubei jusqu'en 1911.

### Période coloniale

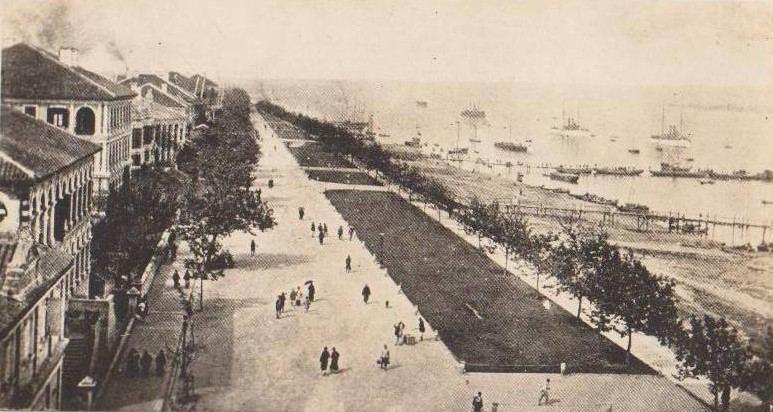
Les concessions étrangères du Bund de Hankou.

Jusqu'en 1840, la voie commerciale principale était la rivière Han mais à partir de cette date avec l'ouverture de la Chine sur le monde extérieur et l'amorce d'un commerce international facilité par l'existence d'un réseau de transports de qualité, le fleuve Yangzi remplace le Han comme artère commerciale majeure. L'ouverture de la Chine obtenue par les traités inégaux extorqués par les puissances occidentales (Alliance des huit nations) provoque de profonds bouleversements. Le traité de Tien-Tsin (1858), qui conclut la défaite de la Chine dans la guerre de l'opium, impose l'ouverture au commerce occidental de onze villes dont Hankou (aujourd'hui un arrondissement de Wuhan). En 1861, cinq concessions étrangères (Royaume-Uni, France, Russie, Japon et Allemagne) s'installent à Hankou. Sous l'impulsion de Zhang Zhidong, gouverneur des provinces du Hebei et du Hunan de 1889 à 1907, la première aciérie moderne de Chine est construite à Hanyang en 1891 ainsi que l'arsenal de Hanyang qui produit des canons de petit calibre et des fusils. Ce réformateur modéré, qui conseille d’« apprendre les bases à la chinoise pour et d'apprendre les applications à l'occidentale», fonde l'université de Wuhan en 1893. D'autres industries - filatures, chantiers navals,.. - se développent également. Hankou devient le centre économique de l'agglomération. La ligne de chemin de fer reliant Pékin à Hankou est construite entre 1897 et 1905 tandis que la branche reliant sur l'autre rive Wenchang à Canton[Quoi ?] n'est achevée qu'en 1936. Le gouvernement chinois intervient durant la construction pour empêcher les capitaux français de prendre le contrôle de la ligne[Quand ?]. Les deux lignes ne seront physiquement connectées qu'après la construction du premier pont sur le fleuve Yangzi en 1957.

### République de Chine (1912-1949)
C'est une révolte dans une caserne de Wuchang (aujourd'hui Wuhan), le 10 octobre 1911, initiée par Sun Yat-sen, qui déclenche la révolution chinoise de 1911 (辛亥革命, xīnhài gémìng), provoquant, avec la chute de la dynastie Qing, la fin du régime impérial et l'avènement de la première république de Chine. Le gouvernement de la dynastie Qing tente de contre-attaquer en envoyant des troupes reprendre Wuchang. Du 17 octobre au 1er novembre, l'armée révolutionnaire et des volontaires défendent la ville contre une armée mieux armée et plus nombreuse : la bataille de Yangxia permet aux troupes gouvernementales de reprendre Hankou et Hanyang mais des pourparlers s'engagent avant la prise de Wuchang. Finalement Sun Yat-sen revient d'exil et la république de Chine est proclamée. 
Mais le parti de Sun Yat-sen, le Kuomintang, ne tient que la région de Canton et le reste du pays, notamment Wuhan, est entre les mains des seigneurs de guerre. En 1926, Tchang Kaï-chek lance l'expédition du Nord dont l'objectif est de réunifier la Chine. Son armée progresse rapidement vers le nord et, fin 1926, il chasse le seigneur de guerre Wu Peifu qui occupait la province du Hubei dans laquelle se situe Wuhan. Le comité politique central du Kuomintang et le gouvernement de la République chinoise qui siégeaient jusque-là à Canton déménagent à Wuhan pour occuper une position plus centrale. Les trois villes de Wuchang, Hankou et Hanyang sont à cette occasion fusionnées pour donner naissance à la ville de Wuhan. Mais, en mars 1927, les opérations militaires sont interrompues car le Kuomintang s'est scindé en deux factions. Le comité central du parti a démis Tchang Kaï-chek de ses fonctions de chef des armées à la suite du massacre de Shanghai que celui-ci a provoqué et qui remet en cause l'alliance avec les communistes. Wang Jingwei remplace Tchang Kaï-chek tandis que ce dernier s'installe à Nankin avec les membres du parti qui sont hostiles aux communistes. Inquiété par les instructions données directement par Staline aux communistes chinois, Wang Jingwei décide de mettre fin en juillet 1927 à l'alliance avec les communistes. Le Kuomintang, purgé de ses membres communistes, est réunifié mais cet événement lance la guerre civile chinoise qui va opposer le Kuomintang au Parti communiste chinois de 1927 à 1950.

### Débuts de l'ère communiste (1949-1980)

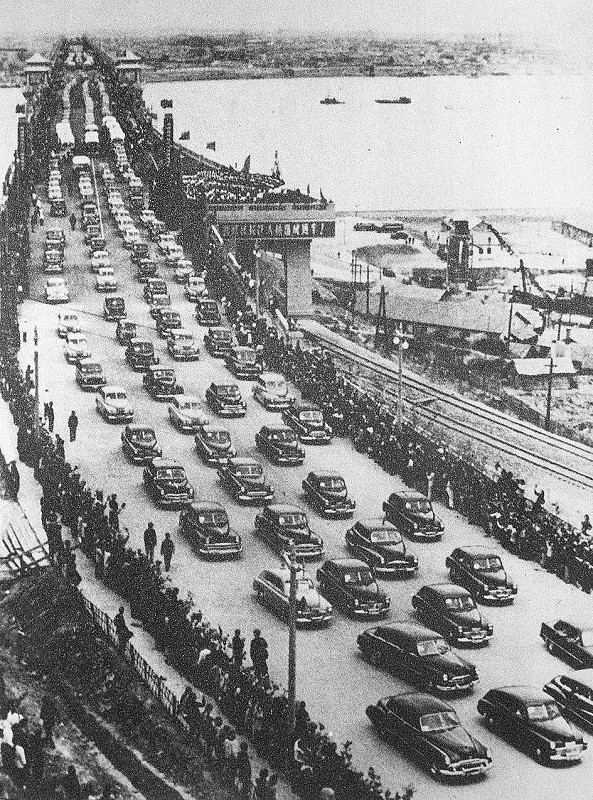
Ouverture du premier pont sur le fleuve Yangzi à Wuhan (1957).

L'arrivée au pouvoir du parti communiste chinois en 1949 va entraîner au cours des décennies suivantes de nombreuses réformes politiques, socio-économiques et culturelles qui auront une influence aussi bien à l'échelle nationale que locale. Le gouvernement chinois établit un premier plan quinquennal pour la période 1953-1957. la capitale de la province, Wuhan, fait partie des quelques villes destinées à jouer un rôle clé dans le secteur de l'industrie lourde. Un vaste combinat, spécialisé dans la sidérurgie, avec une capacité de production de 3,5 millions de tonnes par an, est décidée dans le cadre du premier plan quinquennal chinois (1953-1957),. Les travaux commencent en 1955 et mobilisent 50 000 ouvriers. Cinq fours à coke, trois hauts fourneaux et six fours Martin sont construits. Des industries mécaniques et chimiques sont également implantées dans les années 1950. Les autres investissements lourds portent sur la création d'une usine de machines-outils, de chaudières, l'usine thermoélectrique Qingshan et la construction du premier pont sur le fleuve Yangsi qui permet le transit à la fois de véhicules routiers et de trains (1957). Les trains peuvent désormais relier directement les villes de la Chine du Nord, en particulier Pékin, à celles du Sud (Canton…). Plus de dix établissements d'enseignement supérieur dont la fameuse université de sciences et de technologie de Huazhong sont fondées à cette époque. Wuhan devient un centre majeur de l'industrie lourde et de la recherche en Chine. En cinq années la ville reçoit 136,92 milliards de yuans d'investissement soit 28,6% du montant total consacré au premier plan quinquennal. Ce développement économique s'accompagne de la construction de grands ensembles immobiliers pour loger les ouvriers, comme les 58 immeubles de l'ensemble Shazitang (7 000 habitants), construits en 1959.
Pour satisfaire les objectifs très ambitieux du deuxième plan quinquennal, dit du Grand Bond en avant (1958–1962), les autorités de Wuhan décident le lancement de deux cents nouveaux projets. Mais l'absence de capitaux ne permet que la création de douze zones industrielles. À compter de 1965, les responsables chinois décident d'orienter principalement les investissements vers les villes de taille moyenne et petite situées dans les régions montagneuses à des fins militaires. Faute de capitaux, le développement de la ville se ralentit. Durant la révolution culturelle (1966-1976) les investissements se concentrent sur la petite industrie et les capitaux sont apportés par la municipalité et les structures administratives locales. Le slogan d'abord la production ensuite le niveau de vie entraîne un gel des constructions d'immeubles d'habitation. En 1975 les douze zones industrielles créées au début de cette phase étaient occupées et employaient 279 000 personnes. En 1981, Wuhan était devenu le quatrième centre industriel chinois après Shanghai, Pékin et Tianjin. Wuhan est le théâtre durant cette période d'une mutinerie, connue sous le nom d'incident de Wuhan.

### Maitriser le Yangzi Jiang

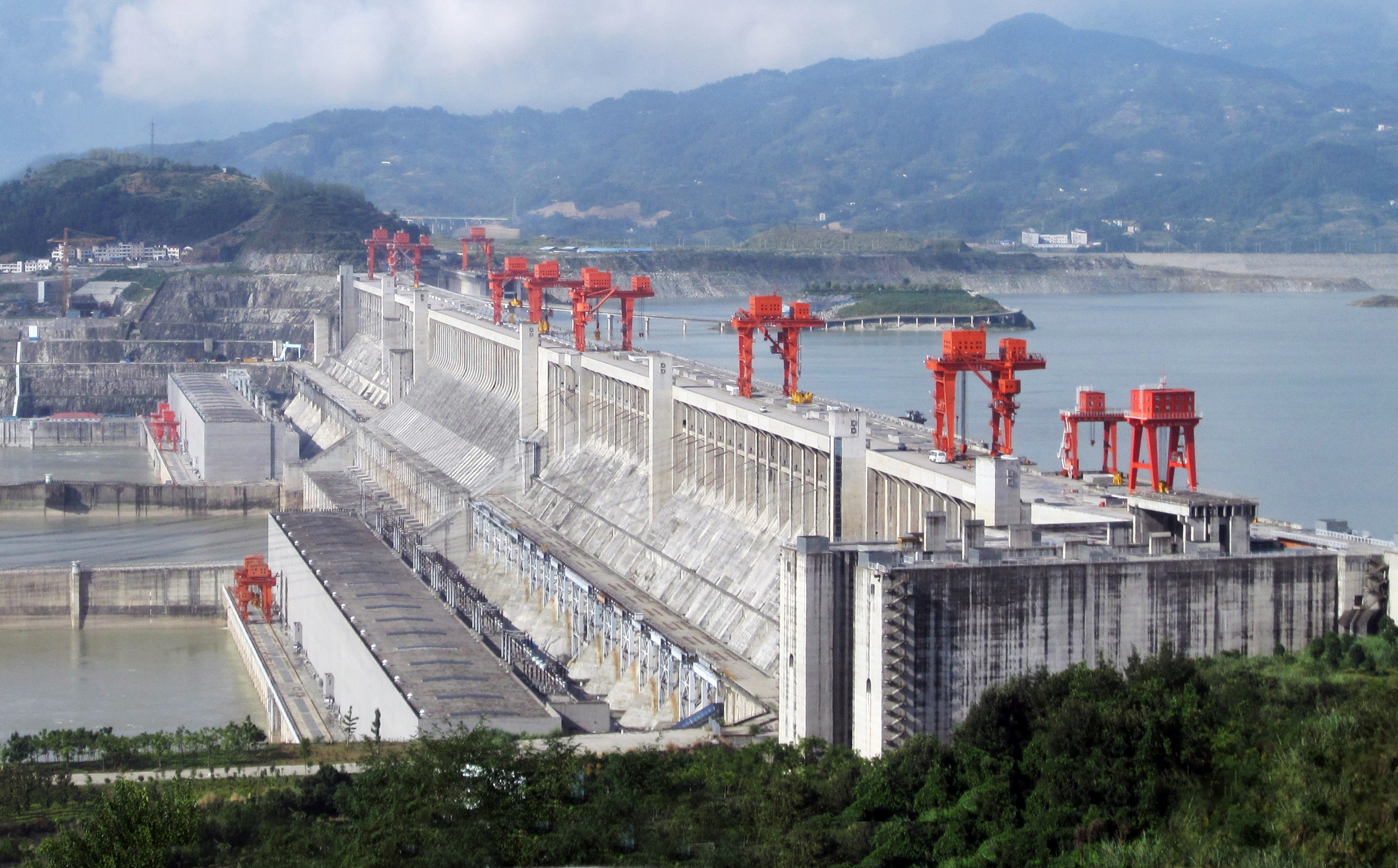
Le barrage des Trois-Gorges.

De nombreux ouvrages hydro-électriques sont construits dans la province de Hubei à compter des années 1950 pour tenter de maîtriser les crues du Yangzi Jiang et de ses affluents et fournir de l'énergie au pays. La province de Hubei, et plus particulièrement sa capitale Wuhan, est sévèrement touchée par la crue du Yangzi Jiang de septembre 1954 qui fait 33 000 morts en comptant les victimes de l'épidémie qui s'ensuit. Les autorités chinoises décident de construire des barrages pour éviter que cela ne se reproduise. La construction barrage de Danjiangkou (en) (丹江口大坝) sur le Han, principal affluent du Yangzi, commence en 1958 et est inauguré en 1973 et crée à l'époque un des plus grands lacs de barrage d'Asie. Le barrage de Gezhouba à quelques kilomètres en amont de Yichang (Hubei). Les travaux débutent en 1970 et le barrage est inauguré en 1988. La construction d'un deuxième barrage à Yichang, encore plus important est entamé en 1993 : le barrage des Trois-Gorges, qui comporte la centrale hydroélectrique la plus importante du monde (22,5 GW), noie 600 km2 de terres agricoles sous les eaux du lac de retenue et de forêts ainsi que 16 villes et 115 villages. Il impose le déplacement de 1,2 million de personnes dont 60 % de familles d'agriculteurs. Pour répondre à la pénurie en eau du nord de la Chine en particulier de la région de Pékin, un gigantesque projet de transfert des eaux du bassin du Yangzi débute en 2004. Pour alimenter le canal de dérivation construit à cet effet, le barrage de Danjiangkou est relevé de 15 mètres ce qui accroît la taille du lac de barrage et entraîne le déplacement de plusieurs milliers de personnes. Ce dernier est inauguré en 2014.

### Décollage économique
Déjà comptoir français à l'époque de la colonisation, après la Guerre franco-chinoise, le Hubei accueille aujourd'hui une grande partie des investissements français en Chine. La principale partie de la production d'entreprises françaises comme Citroën, Peugeot ou Valeo ont lieu dans la province, et l'enseignement du français à l'université à toujours cours.

### Foyer de la pandémie de Covid-19
La région est le foyer originel de la pandémie de Covid-19, elle est touchée depuis décembre 2019. C'est la région la plus touchée par la pandémie en Chine continentale.

## Géographie

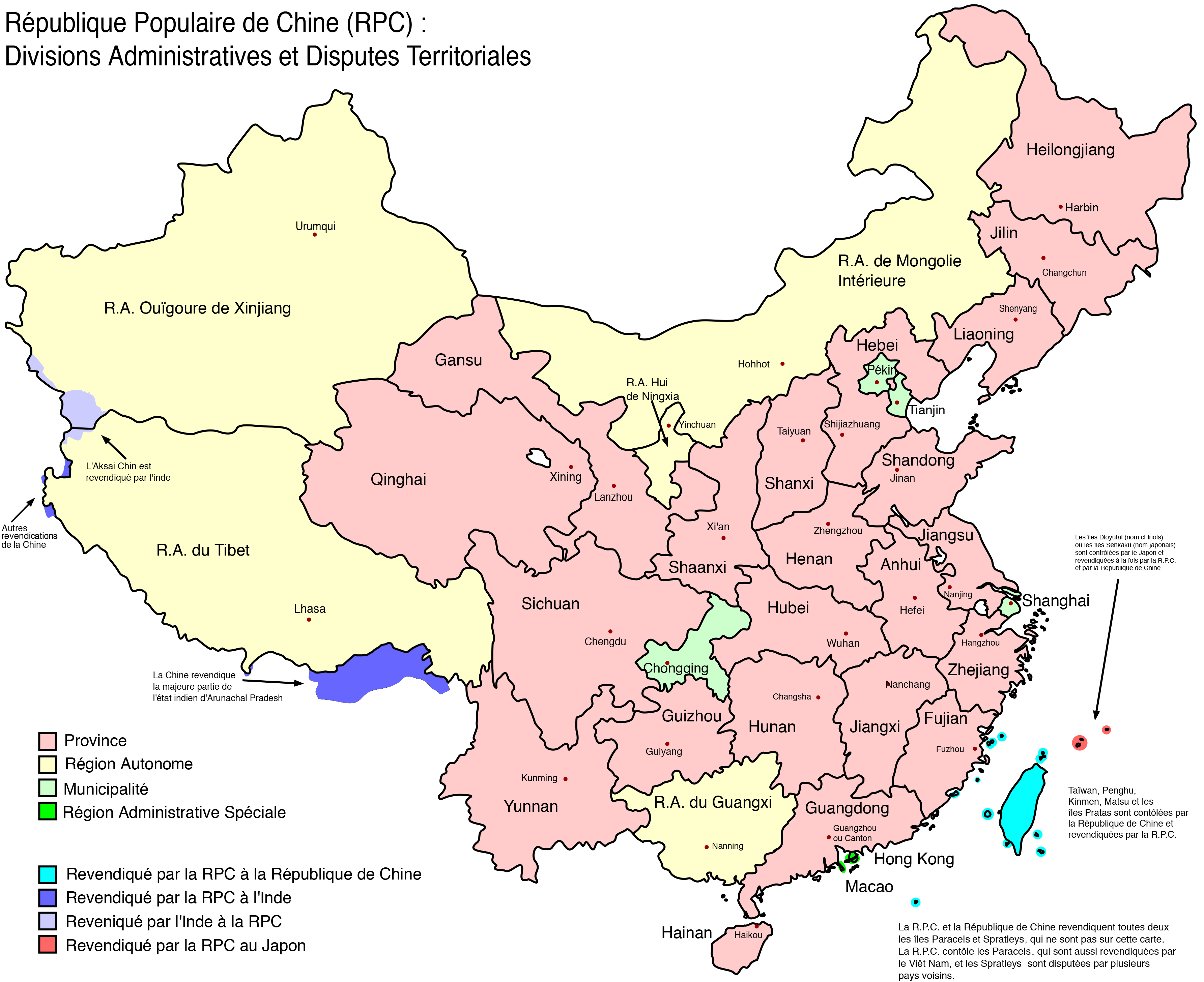
Divisions administratives et disputes territoriales de la république populaire de Chine.

La province du Hubei est situé au centre est de la Chine. Elle est bordée au nord par la province du Henan, à l'est par l'Anhui, au sud-est par le Jiangxi, au sud par le Hunan, à l'ouest par le Chongqing et au nord-ouest par le Shaanxi. Sa capitale, Wuhan, est située à 1 150 km au sud de Pékin, 700 km à l'ouest de Shanghai, 800 km au sud-est de Xi'an et 1 000 km au nord-ouest de Canton.
Le centre et le sud de la province du Hubei est en partie occupée par la plaine de Jianghan, plaine alluviale située au niveau du confluent entre le fleuve Yangzi et un de ses principaux affluents le Han. La périphérie de cette plaine, en particulier à l'ouest, est occupée par des reliefs : du nord au sud les monts Wudang qui culminent à 1 600 mètres, les monts Jings (1 852 m), les monts Daban qui comprend le pic Shennong (3 105 m), au sein de l'actuelle réserve naturelle du district forestier de Shennongjia, constitue le sommet le plus élevé de la province et les monts Wu. Les monts Dabie situés au nord-est de la plaine de Jianghan s'étendent aux provinces voisines du Henan et de l'Anhui tandis que les monts Tongbai se trouvent à la frontière nord avec la province du Henan. Au sud-est on trouve les monts Mufun qui culminent à 1 597 mètres.
La présence de nombreux lacs, le passage du fleuve Yangzi, le barrage des Trois-Gorges (plus gros barrage du monde qui se trouve dans la municipalité de Yichang) en font une région particulièrement propice au développement piscicole et du lotus. Les racines de lotus de cette province sont donc considérées comme étant les meilleures de Chine.

## Démographie
Les Chinois Han forment le groupe ethnique dominant (95,6 %) de la province. Une population miao (0,4 %) et tujia (3,7 %) significative habite dans le sud-ouest de la province, en particulier dans la préfecture autonome tujia et miao d'Enshi. On trouve également des Huis à Jingzhou et des ouïghours à Wuhan. 
La population de la province s'est stabilisée depuis le début des années 2000 : en 2018 elle était de 59,17 millions habitants. En 2018 la population urbaine représence 60,3 % du total (moyenne nationale 59,58 %). Le taux de natalité est de 11,54 ‰ (Chine 10,94 ‰), celui des décès est de 7 ‰ (7,13 ‰) et le taux d'accroissement naturel est de 3,81 ‰ (5,86 ‰). Le ratio homme/femme est de 106,15 (Chine : 104,64). La taille moyenne des foyers est de trois personnes identique à la moyenne nationale.
| 1912       | 1928       | 1947       | 1954       | 1964       | 1982       |
| 29 590 000 | 26 699 000 | 20 976 000 | 27 789 000 | 33 709 000 | 47 804 000 |
| 1990       | 2000       | 2007       | 2010       | 2014       | 2018       |
| 53 969 000 | 59 509 000 | 56 990 000 | 57 280 000 | 58 160 000 | 59 170 000 |

## Économie

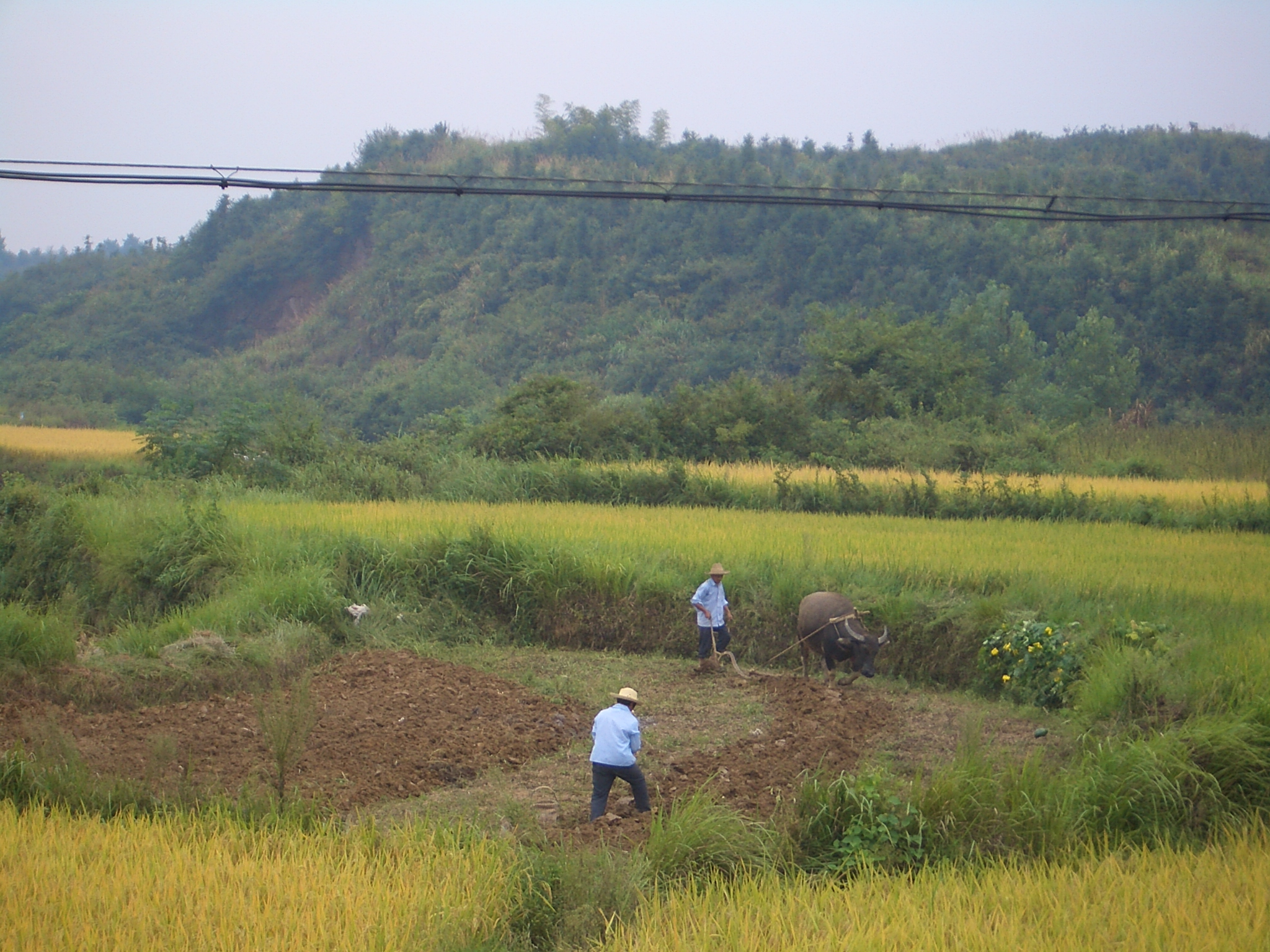
Des agriculteurs labourant un champ (district de Yangxin).

Hubei est souvent appelé le pays du poisson et du riz (鱼米之乡) allusion à ses productions traditionnelles. La province fournit d'importantes quantités de produits agricoles. Ceux-ci incluent le coton, le riz, le blé et le thé. Les industries les plus importantes sont la métallurgie, la construction automobile, la fabrication des machines-outils, les textiles, l'agro-alimentaire et les produits de haute technicité. Hubei produit une quantité d'énergie hydro-électrique grâce à plusieurs grands barrages dont celui des Trois-Gorges (production annuelle 84700 Gwh) ainsi que les barrages de Gezhouba, Danjiangkou, Geheyan, Hanjiang, Duhe, Huanglongtan, Bailianhe, Lushui et Fushui. Les ressources minérales incluent le borax, l'hongshiite, la wollastonite, le grenat, la marne, le fer, le phosphore, le cuivre, le gypse, le rutile, le sel gemme, l'or, le manganèse et le vanadium. Il est notable qu'une sorte de sorosilicate découverte dans les mines de Daye porte le nom de la province : l'hubéite. Les réserves exploitables de charbon sont relativement modestes (548 millions de tonnes).
À la suite de la réforme économique chinoise (1978) des zones économiques spéciales ont été créées dans le Hubei comme dans le reste de la Chine pour encourager les investissements étrangers grâce à différentes dispositions financières s'appliquant dans ces zones. En Hubei ces zones sont principalement implantées dans la capital Wuhan : 
- La zone de développement économique et technologique de Wuhan créée en 1993 d'une superficie de 10 km2 à 25 km2 qui doit être portée à terme à 25 km2 - 50 km2 accueille des usines des secteurs automobile, agro-alimentaire, des télécommunications et de la sidérurgie. La zone de fabrication export de Huban en fait partie.
- La zone de développement de haute technologie du Lac de l'Est à Wuhan (ELHTZ) est une zone de développement des hautes technologies d'envergure nationale. L'optoélectronique et la fabrication d'équipements sont les principaux domaines développés. EHLTZ est le plus grand centre de production chinois de produits opto-électroniques (fibre optique, laser…). Le parc des logiciels de la vallée optique de Wuhan (Guanggu) fait partie de l'ELHTZ.
- La zone de développement industrielle des nouvelles et hautes technologies de Xiangyang.
- La zone de développement économique Hubei Jingzhou Chengnan

En 2018, le PIB total du Hubei a atteint 3 937 milliards de yuans (503 milliards d'euros), en augmentation de 7,8 % par rapport à l'année précédente, ce qui représente 4,4 % du PIB du pays et place la province en septième position parmi les 34 provinces de Chine. Le PIB par habitant est de 66 616 yuans (8 515 €). La répartition est la suivante : le secteur primaire (3 458 milliards de yuans) représente 9 % du PIB ; le secteur secondaire (17 088 milliards de yuans) 43,4 % ; le secteur tertiaire (18 730 milliards de yuans) soit 47,6 %. En 1978 la ventilation régionale du PIB entre les secteurs primaire, secondaire et tertiaire était de 40,5 % / 42,2 % / 17,3 % (pays : 28,2 % / 47,9 % / 23,9 %). La répartition régionale de 2018 montre une évolution très nette vers une structure économique moderne en tenant compte du fait que l'agriculture représente encore une part importante de l'économie nationale. Comparée à la moyenne nationale 7,2 % / 40,7 % / 52,2 % elle montre un faible retard dans cette évolution avec un secteur tertiaire inférieur de 4,6 % à la moyenne nationale.

### Subdivisions administratives
En 2001, la province du Hubei était composée de douze villes-préfectures (设区市, shèqū shì) dépendant de villes ayant un rang administratif équivalent à celui des préfectures, une Ville sous-provinciale (Wuhan), une préfecture autonome (la préfecture autonome tujia et miao d'Enshi), quatre villes-district administrées directement au niveau du comté et une aire forestière du niveau de comté : le district forestier de Shennongjia (神农架林区, shennóngjià línqū).
| Subdivisions administratives du Hubei | Subdivisions administratives du Hubei | Subdivisions administratives du Hubei | Subdivisions administratives du Hubei               | Subdivisions administratives du Hubei | Subdivisions administratives du Hubei | Subdivisions administratives du Hubei | Subdivisions administratives du Hubei | Subdivisions administratives du Hubei | Subdivisions administratives du Hubei | Subdivisions administratives du Hubei |
| ------------------------------------- | ------------------------------------- | ------------------------------------- | --------------------------------------------------- | ------------------------------------- | ------------------------------------- | ------------------------------------- | ------------------------------------- | ------------------------------------- | ------------------------------------- | ------------------------------------- |
| District Xian                         |                                       |                                       |                                                     |                                       |                                       |                                       |                                       |                                       |                                       |                                       |
| No.                                   | Code subdivision                      | Préfecture                            | chinois Hanyu Pinyin                                | Population 2010                       | Superficie en km2                     | Siège                                 | Subdivisions                          | Subdivisions                          | Subdivisions                          | Subdivisions                          |
| No.                                   | Code subdivision                      | Préfecture                            | chinois Hanyu Pinyin                                | Population 2010                       | Superficie en km2                     | Siège                                 | Districts                             | Xians                                 | Xians autonomes                       | villes-district                       |
| — Ville sous-provinciale —            |                                       |                                       |                                                     |                                       |                                       |                                       |                                       |                                       |                                       |                                       |
| 1                                     | 420100                                | Wuhan                                 | 武汉市 Wǔhàn Shì                                    | 8 549 km2                             | 9 785 392                             | District de Jiang'an                  | 13                                    |                                       |                                       |                                       |
| — Villes-préfectures —                |                                       |                                       |                                                     |                                       |                                       |                                       |                                       |                                       |                                       |                                       |
| 2                                     | 420700                                | Ezhou                                 | 鄂州市 Èzhōu Shì                                    | 1 594 km2                             | 1 048 672                             | District d'Echeng                     | 3                                     |                                       |                                       |                                       |
| 3                                     | 421100                                | Huanggang                             | 黄冈市 Huánggāng Shì                                | 17 447 km2                            | 6 162 072                             | District de Huangzhou                 | 1                                     | 7                                     |                                       | 2                                     |
| 4                                     | 420200                                | Huangshi                              | 黄石市 Huángshí Shì                                 | 4 583 km2                             | 2 429 318                             | District de Xialu                     | 4                                     | 1                                     |                                       | 1                                     |
| 5                                     | 420800                                | Jingmen                               | 荆门市 Jīngmén Shì                                  | 12 193 km2                            | 2 873 687                             | District de Dongbao                   | 2                                     | 1                                     |                                       | 2                                     |
| 6                                     | 421000                                | Jingzhou                              | 荆州市 Jīngzhōu Shì                                 | 14 069 km2                            | 5 691 707                             | District de Shashi                    | 2                                     | 3                                     |                                       | 3                                     |
| 7                                     | 420300                                | Shiyan                                | 十堰市 Shíyàn Shì                                   | 23 674 km2                            | 3 340 843                             | District de Maojian                   | 3                                     | 4                                     |                                       | 1                                     |
| 8                                     | 421300                                | Suizhou                               | 随州市 Suízhōu Shì                                  | 9 615 km2                             | 2 162 222                             | District de Zengdu                    | 1                                     | 1                                     |                                       | 1                                     |
| 9                                     | 420600                                | Xiangyang                             | 襄阳市 Xiāngyang Shì                                | 19 724 km2                            | 5 500 307                             | District de Xiangcheng                | 3                                     | 3                                     |                                       | 3                                     |
| 10                                    | 421200                                | Xianning                              | 咸宁市 Xiánníng Shì                                 | 9 750 km2                             | 2 462 583                             | District de Xian'an                   | 1                                     | 4                                     |                                       | 1                                     |
| 11                                    | 420900                                | Xiaogan                               | 孝感市 Xiàogǎn Shì                                  | 8 923 km2                             | 4 814 542                             | District de Xiaonan                   | 1                                     | 3                                     |                                       | 3                                     |
| 12                                    | 420500                                | Yichang                               | 宜昌市 Yíchāng Shì                                  | 21 227 km2                            | 4 059 686                             | District de Xiling                    | 5                                     | 3                                     | 2                                     | 3                                     |
| — Préfecture autonome —               |                                       |                                       |                                                     |                                       |                                       |                                       |                                       |                                       |                                       |                                       |
| 13                                    | 422800                                | Enshi                                 | 恩施土家族苗族自治州 Ēnshī Tǔjiāzú Miáozú Zìzhìzhōu | 24 061 km2                            | 3 290 294                             | ville de Enshi                        |                                       | 6                                     |                                       | 2                                     |
| — Administration directe —            |                                       |                                       |                                                     |                                       |                                       |                                       |                                       |                                       |                                       |                                       |
| 14                                    | 429006                                | Tianmen                               | 天门市 Tiānmén Shì                                  | 2 622 km2                             | 1 418 913                             | Sous-district de Shazui               |                                       |                                       |                                       | 1                                     |
| 15                                    | 429005                                | Qianjiang                             | 潜江市 Qiánjiāng Shì                                | 2 004 km2                             | 946 277                               | Sous-district de Yuanlin              |                                       |                                       |                                       | 1                                     |
| 16                                    | 429004                                | Xiantao                               | 仙桃市 Xiāntáo Shì                                  | 2 538 km2                             | 1 175 085                             | Sous-district de Jingling             |                                       |                                       |                                       | 1                                     |
| 17                                    | 429021                                | Shennongjia                           | 神农架林区 Shénnóngjià Línqū                        | 3 253 km2                             | 76 140                                | ville de Songbai                      |                                       |                                       |                                       | 1                                     |

## Villes
| Agglomération | Désignation en chinois | Population de l'agglomération millions (2017) | Rang (Chine) | Superficie | Densité | Commentaire |
| ------------- | ---------------------- | --------------------------------------------- | ------------ | ---------- | ------- | ----------- |
| Wuhan         |                        | 8,47                                          |              | 1 619 km2  | 5200    |             |
| Huangshi      |                        | 1,51                                          |              | 264 km2    | 14800   |             |
| Xiangyang     |                        | 1,27                                          |              | 135 km2    | 9400    |             |
| Yichang       |                        | 0,985                                         |              | 130 km2    | 7600    |             |
| Shiyan        |                        | 0,84                                          |              | 194 km2    | 4300    |             |
| Jingzhou      |                        | 0,805                                         |              | 155 km2    | 5200    |             |
| Ezhou         |                        | 0,75                                          |              | 192 km2    | 3900    |             |
| Suizhou       |                        | 0,665                                         |              | 101 km2    | 6600    |             |
| Tianmen       |                        | 0,665                                         |              | 49 km2     | 13500   |             |
| Xiantao       |                        | 0,61                                          |              | 91 km2     | 6700    |             |
| Qianjiang     |                        | 0,535                                         |              | 62 km2     | 8600    |             |

## Culture

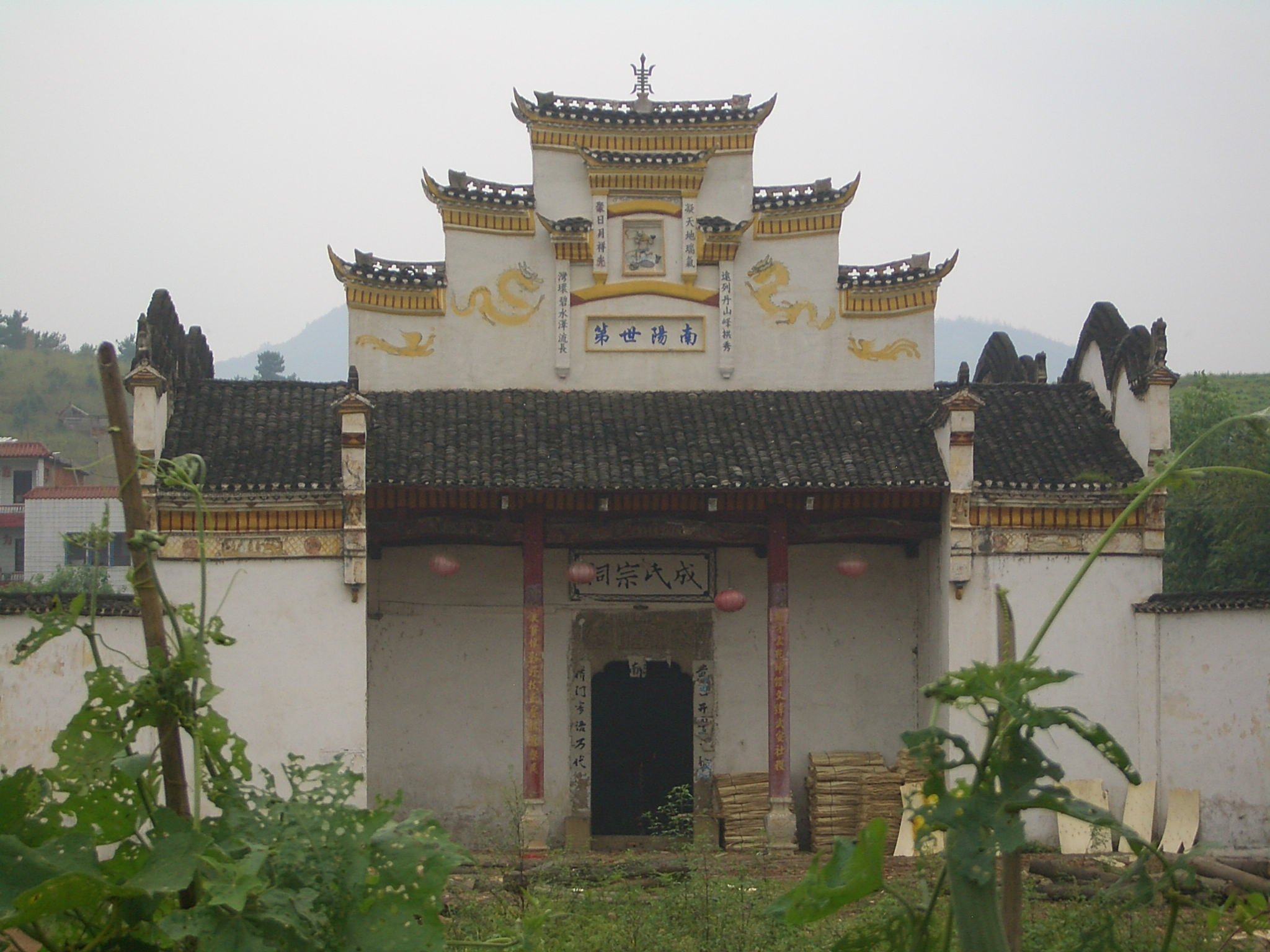
Un temple familial dans le district de Yangxin.

La culture de cette région est très ancienne, on y retrouve encore des traces de peintures rupestres d'objets du Paléolithique, du Néolithique, de l'âge du bronze ou encore de la civilisation Daxi créant des objets en céramique peinte il y a 6 500 ans. Cette culture pratiquait le culte de la fécondité et cela se retrouve dans de nombreux objets à but religieux, artistique ou utilitaire. On retrouve également de magnifiques laques, des objets taillés dans de la jade ou des pygmalions dans la tombe du roi, bien avant celle de Xi'an.
Le musée de Jingzhou a de très riches collections relatives à toutes ces périodes. Une technique de momification unique au monde (seules deux momies ont été retrouvées, une dans la province de Hubei et une dans la province de Hunan) ont permis de conserver des personnages royaux, y compris leur cerveau et viscères, ce qui n'était pas le cas, par exemple, pour les momies égyptiennes. La momie de la province de Hubei découverte dans les années 1970 est exposée dans ce musée.
Une technique textile particulière à cette région et dont le secret a aujourd'hui disparu a permis de modifier la forme de la fibre de soie en boudin, tel un fil téléphonique, permettant d'épaissir ainsi les étoffes de soie.
La cuisine du Hubei, ècài (鄂菜), parfois dit (húběi cài, 湖北菜), est principalement constituée de nombreux poissons, abondants dans les rivières ou les mille lacs de cette région. La racine de lotus y est également appréciée en soupe. De nombreux petits restaurants, spécialisés dans la petite cuisine, servent entre autres des nouilles sèchees au sésame ou en soupe ou des soupes de boules de tofu.
Le lac Honghu est connu pour le célèbre film Hónghú chìwèiduì (洪湖赤卫队), décrivant la révolution communiste paysanne en 1929 dans cette région.
Un rap intitulé Zài Wǔhàn (在武汉, « À Wuhan »), célèbre en Chine, explique avec un certain cynisme les particularités de Wuhan en « wuhanhua », le dialecte local.
Le Yeren est une créature légendaire, réputée pour résider dans les montagnes boisées des régions de l'Ouest du Hubei.

## Éducation
Hubei est l'un des cinq centres d'enseignement supérieur de la Chine.
Hubei totalise aujourd'hui 41 établissements d'études supérieures, notamment :
- l'université de Wuhan ;
- l'université de technologie de Wuhan ;
- l'université des géosciences de Chine ;
- l'université de Hubei.

## Tourisme

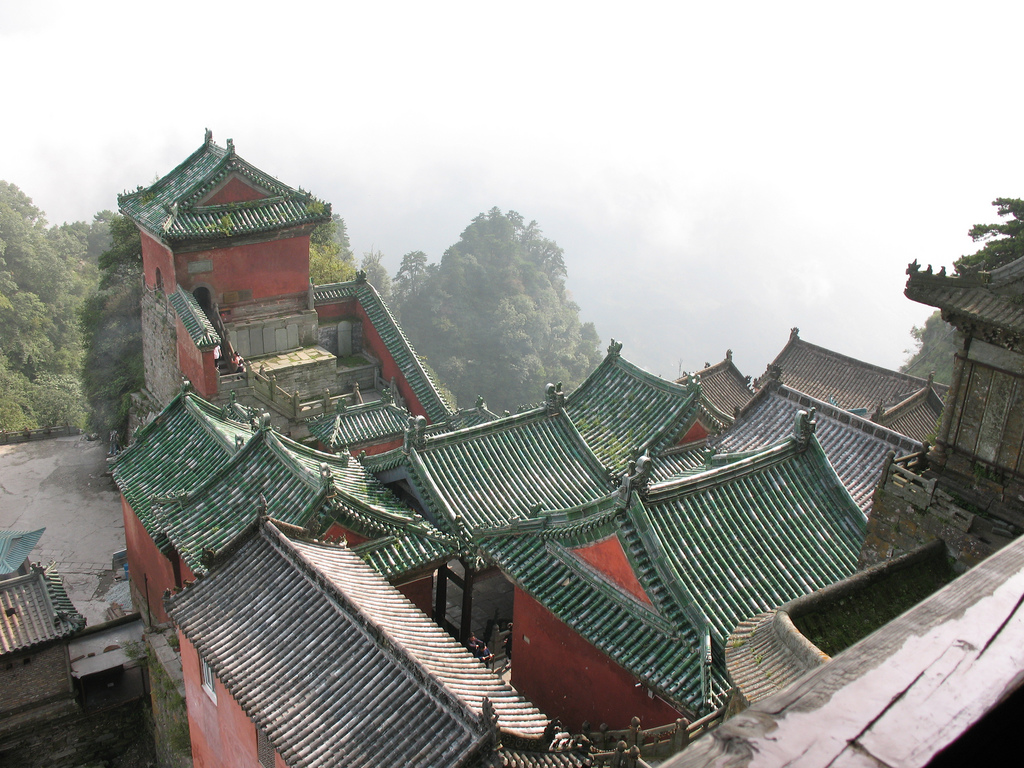
Monastères des monts Wudang.

Parmi les lieux touristiques les plus connus de la province, on peut citer :
- le chef-lieu, Wuhan, une ville imposante avec quelques beaux musées, dans le district de Wuchang (le musée consacré à Sun Yat-sen et celui de la tour de la Grue jaune), mais également le parc Sun Yat-sen et ses paysages dans le district de Hankou ;
- les monts Wudang (武当山, wǔdāngshān, ville-préfecture de Shiyan) berceau des arts martiaux internes taoïstes comme le taiji quan ou le ba gua zhang ;
- le barrage des Trois-Gorges sur le fleuve Yangzi, situé sur le territoire de la municipalité de Yichang et les paysages montagneux l'entourant ;
- le lac de Honghu, célèbre dans toute la Chine pour un film-opéra tourné en 1961 relatant la révolution communiste paysanne en 1929 ;
- le musée de Jingzhou de portée historique nationale et mondiale ainsi que la ville fortifiée, vestige d'une cité royale de l'époque des Royaumes combattants puis des Trois royaumes et ses quelques parcs, au cœur de Shashi ;
- le district forestier de Shennongjia et sa réserve naturelle.